# 21.ª etapa da Volta a Espanha de 2022
A 21.ª etapa da Volta a Espanha de 2022 teve lugar a 11 de setembro de 2022 entre Las Rozas de Madrid e Madrid sobre um percurso de 96,7 km. O vencedor foi o colombiano Juan Sebastián Molano do UAE Emirates e o belga Remco Evenepoel do Quick-Step Alpha Vinyl conseguiu se levar a classificação geral.

## Classificação da etapa
| Las Rozas de Madrid - Madri | etapa plana | (96,7 km) |

| \| Classificação por etapas \| Classificação por etapas \| Classificação por etapas \| Classificação por etapas \| Classificação por etapas \| \| Ciclista \| Ciclista \| Equipe \| Tempo \| \| \| ------------------------ \| ------------------------ \| ------------------------ \| ------------------------ \| ------------------------ \| \| 1. \| Juan Sebastián Molano \| UAE Team Emirates \| 2h26m36s \| \| \| 2. \| Mads Pedersen \| Trek-Segafredo \| + 0s \| \| \| 3. \| Pascal Ackermann \| UAE Team Emirates \| + 0s \| \| \| 4. \| Mike Teunissen \| Jumbo-Visma \| + 0s \| \| \| 5. \| Danny van Poppel \| Bora-Hansgrohe \| + 0s \| \| \| 6. \| Kaden Groves \| BikeExchange-Jayco \| + 0s \| \| \| 7. \| Fred Wright \| Bahrain Victorious \| + 0s \| \| \| 8. \| Lionel Taminiaux \| Alpecin-Deceuninck \| + 0s \| \| \| 9. \| Ben Turner \| Ineos Grenadiers \| + 0s \| \| \| 10. \| Cedric Beullens \| Lotto-Soudal \| + 0s \| \| |                       |                    |          |
| |                       |                    |          |
| Fonte: ProCyclingStats |                       |                    |          |
| Classificação por etapas |                       |                    |          |
| Ciclista | Ciclista              | Equipe             | Tempo    |
| 1. | Juan Sebastián Molano | UAE Team Emirates  | 2h26m36s |
| 2. | Mads Pedersen         | Trek-Segafredo     | + 0s     |
| 3. | Pascal Ackermann      | UAE Team Emirates  | + 0s     |
| 4. | Mike Teunissen        | Jumbo-Visma        | + 0s     |
| 5. | Danny van Poppel      | Bora-Hansgrohe     | + 0s     |
| 6. | Kaden Groves          | BikeExchange-Jayco | + 0s     |
| 7. | Fred Wright           | Bahrain Victorious | + 0s     |
| 8. | Lionel Taminiaux      | Alpecin-Deceuninck | + 0s     |
| 9. | Ben Turner            | Ineos Grenadiers   | + 0s     |
| 10. | Cedric Beullens       | Lotto-Soudal       | + 0s     |

## Classificações ao final da etapa

### Classificação geral
| \| Classificação geral \| Classificação geral \| Classificação geral \| Classificação geral \| Classificação geral \| \| Ciclista \| Ciclista \| Equipe \| Tempo \| \| \| ------------------- \| ------------------- \| ---------------------- \| ------------------- \| ------------------- \| \| 1. \| Remco Evenepoel \| Quick-Step Alpha Vinyl \| 80h26m59s \| \| \| 2. \| Enric Mas \| Movistar Team \| + 2m02s \| \| \| 3. \| Juan Ayuso \| UAE Team Emirates \| + 4m57s \| \| \| 4. \| Miguel Ángel López \| Astana Qazaqstan Team \| + 5m56s \| \| \| 5. \| João Almeida \| UAE Team Emirates \| + 7m24s \| \| \| 6. \| Thymen Arensman \| Team DSM \| + 7m45s \| \| \| 7. \| Carlos Rodríguez \| Ineos Grenadiers \| + 7m57s \| \| \| 8. \| Ben O'Connor \| AG2R Citroën Team \| + 10m30s \| \| \| 9. \| Rigoberto Urán \| EF Education-EasyPost \| + 11m04s \| \| \| 10. \| Jai Hindley \| Bora-Hansgrohe \| + 12m01s \| \| |                    |                        |           |
| |                    |                        |           |
| Fonte: ProCyclingStats |                    |                        |           |
| Classificação geral |                    |                        |           |
| Ciclista | Ciclista           | Equipe                 | Tempo     |
| 1. | Remco Evenepoel    | Quick-Step Alpha Vinyl | 80h26m59s |
| 2. | Enric Mas          | Movistar Team          | + 2m02s   |
| 3. | Juan Ayuso         | UAE Team Emirates      | + 4m57s   |
| 4. | Miguel Ángel López | Astana Qazaqstan Team  | + 5m56s   |
| 5. | João Almeida       | UAE Team Emirates      | + 7m24s   |
| 6. | Thymen Arensman    | Team DSM               | + 7m45s   |
| 7. | Carlos Rodríguez   | Ineos Grenadiers       | + 7m57s   |
| 8. | Ben O'Connor       | AG2R Citroën Team      | + 10m30s  |
| 9. | Rigoberto Urán     | EF Education-EasyPost  | + 11m04s  |
| 10. | Jai Hindley        | Bora-Hansgrohe         | + 12m01s  |

### Classificação por pontos
| Classificação por pontos | Classificação por pontos | Classificação por pontos | Classificação por pontos | Classificação por pontos |
| Ciclista                 | Ciclista                 | Equipe                   | Pontos                   |                          |
| ------------------------ | ------------------------ | ------------------------ | ------------------------ | ------------------------ |
| 1.                       | Mads Pedersen            | Trek-Segafredo           | 409 pts                  |                          |
| 2.                       | Fred Wright              | Bahrain Victorious       | 186 pts                  |                          |
| 3.                       | Enric Mas                | Movistar Team            | 138 pts                  |                          |
| 4.                       | Remco Evenepoel          | Quick-Step Alpha Vinyl   | 133 pts                  |                          |
| 5.                       | Marc Soler               | UAE Team Emirates        | 133 pts                  |                          |
| 6.                       | Danny van Poppel         | Bora-Hansgrohe           | 108 pts                  |                          |
| 7.                       | Pascal Ackermann         | UAE Team Emirates        | 106 pts                  |                          |
| 8.                       | Richard Carapaz          | Ineos Grenadiers         | 105 pts                  |                          |
| 9.                       | Kaden Groves             | BikeExchange-Jayco       | 74 pts                   |                          |
| 10.                      | Juan Sebastián Molano    | UAE Team Emirates        | 69 pts                   |                          |

### Classificação da montanha
| Classificação da montanha | Classificação da montanha | Classificação da montanha | Classificação da montanha | Classificação da montanha |
| Ciclista                  | Ciclista                  | Equipe                    | Pontos                    |                           |
| ------------------------- | ------------------------- | ------------------------- | ------------------------- | ------------------------- |
| 1.                        | Richard Carapaz           | Ineos Grenadiers          | 73 pts                    |                           |
| 2.                        | Robert Stannard           | Alpecin-Deceuninck        | 36 pts                    |                           |
| 3.                        | Enric Mas                 | Movistar Team             | 28 pts                    |                           |
| 4.                        | Thymen Arensman           | Team DSM                  | 23 pts                    |                           |
| 5.                        | Remco Evenepoel           | Quick-Step Alpha Vinyl    | 23 pts                    |                           |
| 6.                        | Marc Soler                | UAE Team Emirates         | 23 pts                    |                           |
| 7.                        | Sergio Higuita            | Bora-Hansgrohe            | 18 pts                    |                           |
| 8.                        | Miguel Ángel López        | Astana Qazaqstan Team     | 17 pts                    |                           |
| 9.                        | Jimmy Janssens            | Alpecin-Deceuninck        | 17 pts                    |                           |
| 10.                       | Rubén Fernández           | Cofidis                   | 15 pts                    |                           |

### Classificação dos jovens
| Classificação dos jovens | Classificação dos jovens | Classificação dos jovens | Classificação dos jovens | Classificação dos jovens |
| Ciclista                 | Ciclista                 | Equipe                   | Tempo                    |                          |
| ------------------------ | ------------------------ | ------------------------ | ------------------------ | ------------------------ |
| 1.                       | Remco Evenepoel          | Quick-Step Alpha Vinyl   | 80h26m59s                |                          |
| 2.                       | Juan Ayuso               | UAE Team Emirates        | + 4m57s                  |                          |
| 3.                       | João Almeida             | UAE Team Emirates        | + 7m24s                  |                          |
| 4.                       | Thymen Arensman          | Team DSM                 | + 7m45s                  |                          |
| 5.                       | Carlos Rodríguez         | Ineos Grenadiers         | + 7m57s                  |                          |
| 6.                       | Gino Mäder               | Bahrain Victorious       | + 52m25s                 |                          |
| 7.                       | Sergio Higuita           | Bora-Hansgrohe           | + 1h01m23s               |                          |
| 8.                       | José Félix Parra         | Equipo Kern Pharma       | + 1h05m02s               |                          |
| 9.                       | Clément Champoussin      | AG2R Citroën Team        | + 1h24m39s               |                          |
| 10.                      | Edoardo Zambanini        | Bahrain Victorious       | + 1h31m40s               |                          |

### Classificação por equipas
| Classificação por equipes | Classificação por equipes | Classificação por equipes | Classificação por equipes |
| Equipe                    | Equipe                    | Tempo                     |                           |
| ------------------------- | ------------------------- | ------------------------- | ------------------------- |
| 1.                        | UAE Team Emirates         | 240h36m32s                |                           |
| 2.                        | Ineos Grenadiers          | + 55m35s                  |                           |
| 3.                        | Movistar Team             | + 1h16m52s                |                           |
| 4.                        | Bahrain Victorious        | + 1h17m36s                |                           |
| 5.                        | Astana Qazaqstan Team     | + 1h34m18s                |                           |
| 6.                        | Bora-Hansgrohe            | + 1h38m20s                |                           |
| 7.                        | Jumbo-Visma               | + 2h12m14s                |                           |
| 8.                        | EF Education-EasyPost     | + 2h25m47s                |                           |
| 9.                        | Groupama-FDJ              | + 2h39m37s                |                           |
| 10.                       | Quick-Step Alpha Vinyl    | + 2h47m09s                |                           |

## Abandonos
Nenhum.